# ماسي مرده (مقاطعة دلفان)
ماسي مرده (بالفارسية: ماسی مرده) هي قرية تقع في Nurabad Rural District في إيران. يقدر عدد سكانها بـ 13 نسمة بحسب إحصاء 2016.